# Snow-board

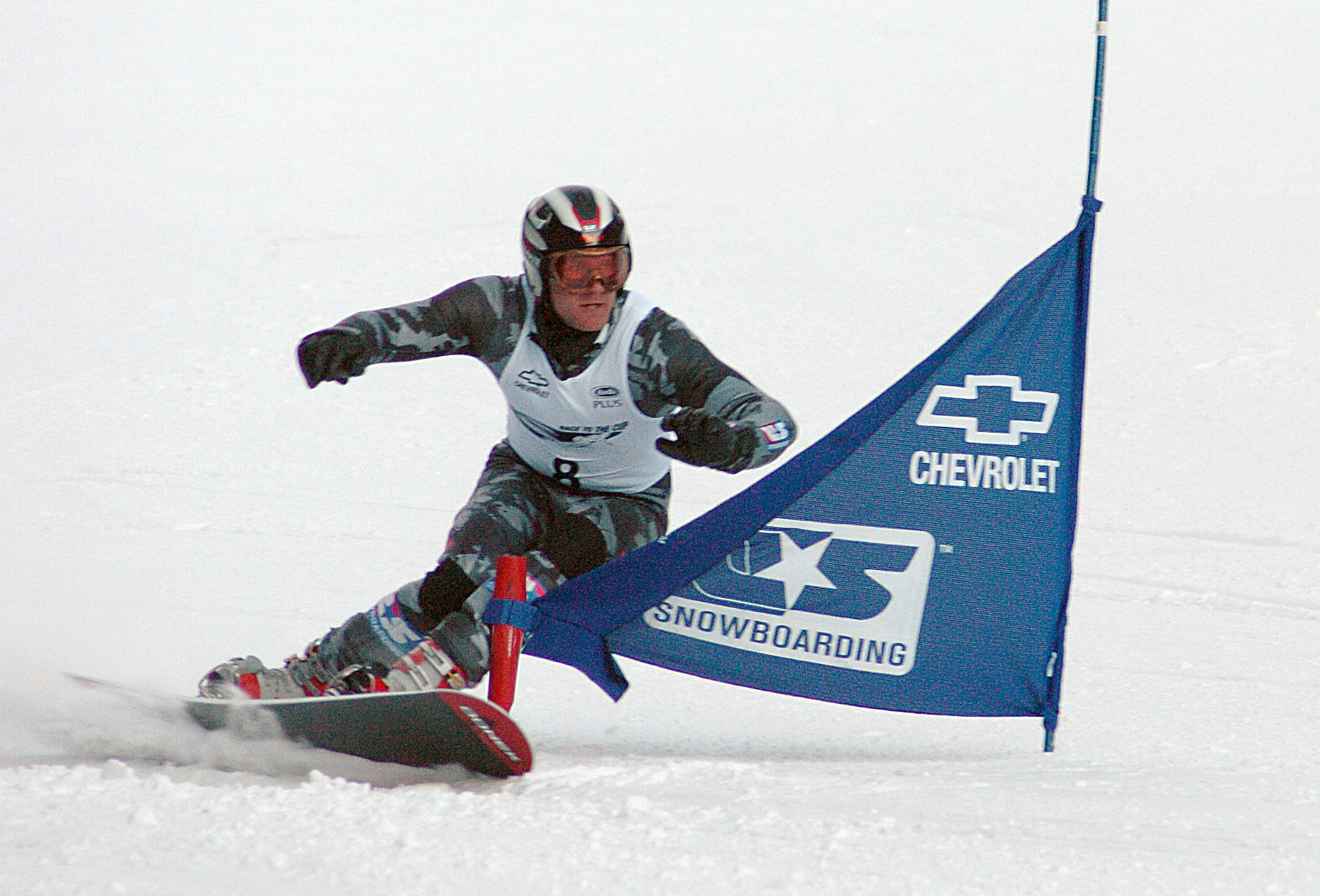
Ryan McDonald la Cupa Continentală din 2005

Snow-boardul este placă unde ambele picioare sunt prinse de aceeși placă. Acestea sunt mai mari decât schiurile având abilitatea de a aluneca pe zăpadă. Lățimea unei plăci variază intre 15 și 30 centimetri. Aceste plăci sunt diferite de monoski-uri din cauza poziția pe aceasta, la monoski poziția este in linie cu fața catre direcția de mers iar pe snowboard poziția este paralela cu placa. Aceste plăci sunt folosite in snowboarding.

## Istorie
- Sherman Poppen, din Muskegon, MI, a venit cu ceea ce majoritatea consideră ca fiind primul "snowboard" din 1965 a fost numit Snurfer (un amestec de "zăpadă" și "surfer").
- Prima competiție s-a desfășurat în America în 1983
- În 1993, în Austria la Ischgl au avut loc primele Campionate Mondiale.
- Snow-boardul a devenit sport olimpic din 1998, la Olimpiada de la Nagano.

## Tipuri de plăci
- Freestyle: Această placă este largă și scurtă (opusul snowboard-ului alpin) și cele două extremități ale sale (spatulele) sunt simetrice. Suplă, flexibilă și ușoară, e destinată în special fanilor de half-pipes sau alte module. Permite salturile în toate direcțile și are stabilitate mare la aterizare.
- All-Mountain: Plăcile all-mountain sunt construite pentru a fi folosite pe orice tip de teren. Fie ca mergi pe o pârtie proaspăt amenajată, fie că ieși la o zi de powder sau intrii în parc, se vor descurca în orice condiții. O mare parte din snowboarderi aleg aceste modele pentru versatilitatea pe care o oferă. Dacă ești un începător, nimic nu îți vine mai bine decât o placă all-mountain.
- Powder: Acestea sunt plăcile care se scaldă în valuri de powder. De multe ori sunt asociate cu cele de freeride dar o trăsătură cheie a acestor modele este noseul mai lat și tailul mai îngust special făcute pentru a putea mai cârmi mai bine prin the white stuff. Acestea de obicei au forma rocker pentru a ajuta la plutire.
- Freeride: Acestea sunt de obicei mai rigide și vin în dimensiuni mai mari decât restul plăcilor. De obicei acestea au o formă direcțională fiindcă sunt folosite mai rar în switch.
- Splitboard: Acestea sunt construite pentru a se putea separa și a merge pe ele la deal ca pe schiul de tură.
- Park: Aceste placi sunt cu 4-5 cm mai lungi decat cele de jibbing, au un flex mai dur si raspund foarte bine comenzilor. Acestea sunt facute pentru sarituri inalte, cum intalnesti la halfpipe, scheme pe balustrade sau rampe, dar sunt destul de versatile si pot fi folosite cu succes si pe munte.

## Regulament
- Proba de „slalom uriaș paralel” este competiția în care 2 sportivi coboară în același timp pe aceeași pârtie, pe două porțiuni diferite, prevăzute cu porți. Caracteristicile celor două trasee trebuie să fie cât se poate de identice.
- Există două manșe de calificare, iar primii 16 competitori concurează în finală.
- Proba de „half pipe” se desfășoară într-un spațiu semicilindric, special amenajat, având o lungime de 120-130 m cu o pantă de 16-17 %.
- Sportivii trebuie să sară peste nivelul zidului și apoi să aterizeze înapoi, timp în care execută acrobații aeriene.
- Fiecare sportiv își acompaniază evoluția cu un fond muzical.
- Primii 12 competitori după probele de calificare vor concura în proba finală.
- Proba de „snowboard cross” îmbină abilitățile acrobatice cu cele alpine.
- Primii 32 de competitori vor concura în finală.